# Bartolomeo Ferreri
Bartolomeo Ferreri ou Ferrero, francisé en Barthélemy Ferrero en raison du fait que cette langue était la seule langue officielle à l'époque en Vallée d'Aoste, (né à Mondovì en 1539 mort à Aoste le 4 août 1607) est un ecclésiastique piémontais qui fut évêque d'Aoste de 1595 à sa mort.

## Biographie
Bartolomeo ou Barthélemy, issu de la famille illustre des Ferreri ou Ferrero de Mondovì, dans le Piémont, fils de Tommaso et Hona Ferrero di Rosario , est ordonné prêtre le 6 mars 1574. Décrit comme « vir probus et pius », il est chanoine théologique du chapitre de  la cathédrale de Mondovi lorsqu'il est nommé évêque d'Aoste le 5 mai 1595 il est consacré le 16 septembre suivant par  le cardinal Mariano  Pierbenedetti, cardinal-prêtre de l'Église Santi Marcellino e Pietro al Laterano, assisté de Melchiorre Pelletta évêque titulaire de Chrysopolis (de) et Fabrizio Perugini évêque du Diocèse  de  Latina-Terracina-Sezze-Priverno.
Il est à l'origine de la création du Collège d'Aoste, connu sous le nom de Collège Saint-Bénin, pour laquelle il obtient lettre patente du duc Charles-Emmanuel Ier ainsi que l'appui  du Conseil des Commis, de la municipalité d'Aoste et surtout du pape Clément VIII qui fulmine à cette occasion la bulle « Cathedram militantis Ecclesiæ ». Toutefois le prieuré Saint-Bénin est un bénéfice ecclésiastique pourvu à Jean-Godefroi Ginod évêque de Belley, oncle et homonyme d'un de ses prédécesseurs et ce n'est qu'à la mort de ce dernier le 10 juin 1604 que le collège est véritablement fondé. 
Barthélemy Ferrero est également resté célèbre pour avoir institué un pèlerinage procession de 3 000 personnes à partir du 22 avril 1596 au sanctuaire de Vicoforte près de Mondovì  qui aurait permis de faire revenir la pluie  après une sécheresse de 17 mois et de préserver la Vallée d'Aoste de la peste qui sévissait en Valais et menaçait de s'étendre malgré les postes de corps de garde placés au col du Grand-Saint-Bernard au col de Saint-Théodule et au col Durand.